# Premio Reina Letizia
El Premio Reina Letizia (anteriormente denominado Premio Reina Sofía) es el Premio Nacional del Deporte que se concede a la deportista española más destacada tanto nacional como internacionalmente en el año deportivo en cuestión. Es otorgado anualmente desde 1982 por el Consejo Superior de Deportes (CSD) en una ceremonia realizada en el Palacio Real de Madrid por la Casa Real. La reina Letizia es la encargada de entregar el trofeo a la deportista galardonada. Cinco deportistas han recibido hasta la fecha el premio en dos ocasiones: Blanca Fernández Ochoa, Miriam Blasco, Theresa Zabell, Isabel Fernández y Marta Domínguez.

## Premiadas
| Año  | Deportista                                  | Deporte                   |
| ---- | ------------------------------------------- | ------------------------- |
| 1982 | Marta Figueras-Dotti                        | Golf                      |
| 1983 | Blanca Fernández Ochoa                      | Esquí alpino              |
| 1984 | Marta Bobo                                  | Gimnasia rítmica          |
| 1985 | Theresa Zabell                              | Vela                      |
| 1986 | Mari Cruz Díaz                              | Atletismo                 |
| 1987 | Coral Bistuer                               | Taekwondo                 |
| 1988 | Blanca Fernández Ochoa                      | Esquí alpino              |
| 1989 | Ana Bautista                                | Gimnasia rítmica          |
| 1990 | Sandra Myers                                | Atletismo                 |
| 1991 | Miriam Blasco                               | Yudo                      |
| 1992 | Miriam Blasco y Almudena Muñoz              | Yudo                      |
| 1993 | Carmen Acedo                                | Gimnasia rítmica          |
| 1994 | Arantxa Sánchez Vicario y Conchita Martínez | Tenis                     |
| 1995 | Taymi Chappé                                | Esgrima                   |
| 1996 | Theresa Zabell y Begoña Vía-Dufresne        | Vela                      |
| 1997 | Isabel Fernández                            | Yudo                      |
| 1998 | Dori Ruano                                  | Ciclismo                  |
| 1999 | Niurka Montalvo                             | Atletismo                 |
| 2000 | Isabel Fernández                            | Judo                      |
| 2001 | Sheila Herrero                              | Patinaje en línea         |
| 2002 | Marta Domínguez                             | Atletismo                 |
| 2003 | Joane Somarriba                             | Ciclismo en ruta          |
| 2004 | Beatriz Ferrer-Salat                        | Hípica                    |
| 2005 | Gemma Mengual                               | Natación sincronizada     |
| 2006 | Laia Sanz                                   | Motociclismo              |
| 2007 | Mayte Martínez                              | Atletismo                 |
| 2008 | Virginia Ruano y Anabel Medina              | Tenis                     |
| 2009 | Marta Domínguez                             | Atletismo                 |
| 2010 | Edurne Pasaban                              | Montañismo                |
| 2011 | Tara Pacheco y Berta Betanzos               | Vela                      |
| 2012 | Marina Alabau                               | Vela                      |
| 2013 | Mireia Belmonte                             | Natación                  |
| 2014 | Carolina Marín                              | Bádminton                 |
| 2015 | Ruth Beitia                                 | Atletismo                 |
| 2016 | Lidia Valentín y Maialen Chourraut          | Halterofilia y Piragüismo |
| 2017 | Sandra Sánchez                              | Karate                    |
| 2018 | Joana Pastrana                              | Boxeo                     |
| 2019 | Claudia Galicia                             | Ciclismo                  |
| 2020 | Premio extraordinario                       | N/A                       |
| 2021 | Alexia Putellas                             | Fútbol                    |
| 2022 | Susana Rodríguez                            | Atletismo                 |

1. ↑  Debido a la falta de competiciones en 2020, se otorgó un premio extraordinario a los y las deportistas que lucharon contra la pandemia de COVID-19